# Zwarte franjeaap
De zwarte franjeaap (Colobus satanas) is een soort uit de familie van de apen van de Oude Wereld (Cercopithecidae). De wetenschappelijke naam van de soort werd voor het eerst geldig gepubliceerd door Waterhouse in 1838.

## Kenmerken
Dit bladetende dier heeft een zuiver zwarte vacht met lange haarfranje op de wangen en schouders. Hij heeft een samengestelde maag.

## Verspreiding en leefgebied
De soort komt voor in zuidwestelijk Gabon, Rio Muni en Bioko (Equatoriaal-Guinea) en zuidwestelijk Kameroen.

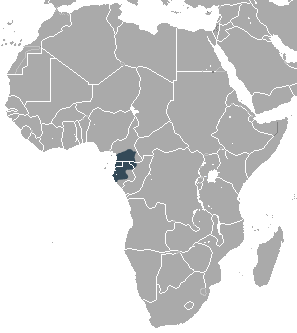
Verspreidingsgebied van de zwarte franjeaap